# GNU Mailman
GNU Mailmanは、メーリングリスト管理ソフトウェアである。
Barry Warsawによって開発され、最初の公開は1999年7月30日であった。
プログラムはおおむねPythonで書かれているが、一部はC言語による。
日本語を含む、多くの言語で用いることができる。